# Kobushi Factory
Kobushi Factory (こぶしファクトリー Fábrica de Magnolias?) fue un grupo perteneciente a Hello! Project. El grupo se formó con 8 miembros de Hello! Pro Kenshuusei a principios del año 2015 y se disolvió en marzo de 2020
El sencillo con mayor número de ventas es "Dosukoi! Kenkyo ni Daitan / Ramen Daisuki Koizumi-san no Uta / Nen ni wa Nen (Nen'iri Ver.)",con 47,866 copias vendidas, mientras que el sencillo con menor número de ventas es "Seishun no Hana / Start Line", con 21,835 copias vendidas.
El 30 de marzo de 2020, Kobushi Factory se disolvió con un concierto en el Tokyo Dome City Hall.

## Historia

### 2015: Formación y Debut oficial
Durante la gira de invierno de Hello! Poject, se anunció que habrá una nueva unidad consistiendo con 8 miembros de Hello! Pro Kenshuusei las cuales serán Rio Fujii, Ayaka Hirose, Minami Nomura, Rena Ogawa, Ayano Hamaura, Natsumi Taguchi, Sakurako Wada y Rei Inoue. Originalmente el nombre del grupo iba a ser revelado en enero, se pospuso hasta el 25 de febrero.
El 8 de marzo, durante un recital de las Hello! Pro Kenshuusei llamado "Hello Pro Kenshuusei Happyoukai 2015 ~3gatsu no Nama Tamago Show!~", se anunció que Ayaka Hirose será la líder del grupo, mientras que Rio Fujii será la sub-líder.
Del 26 de marzo al 5 de abril, el grupo participó en la obra de teatro Week End Survivor, junto a la exmiembro de Berryz Kobo, Maasa Sudo.
El 26 de marzo, el grupo lanza su primer y único single indie "Nen ni wa Nen / Survivor". Survivor es una canción de empate con el musical.
Durante abril y mayo, el grupo apareció como acto de apertura en la gira de Morning Musume.'15 "Morning Musume '15 Concert Tour Haru ~GRADATION~" el concierto especial de ANGERME "ANGERME STARTING LIVE TOUR SPECIAL @ Nippon Budokan "Taiki Bansei" y en el live tour de Juice=Juice "Juice=Juice First Live Tour 2015 ~Special Juice~".
El 14 de junio, se anunció que Kobushi Factory lanzaría su single debut mayor Dosukoi! Kenkyo ni Daitan / Ramen Daisuki Koizumi-san no Uta / Nen ni wa Nen (Nen'iri Ver.) El 2 de septiembre.
Del 6 de noviembre al 30 de enero de 2015, tendrá lugar el primer tour de Kobushi Factory, Kobushi Factory Live Tour 2015 ~ The First Ring! ~. El día antes del primer concierto, dejaron oficialmente Hello Pro Kenshuusei.
El 20 de noviembre, se anunció que Kobushi Factory ganó un premio Newcomer Award en los 57th Japan Record Awards y fueron nominados para el Best Newcomer Award, que ganaron con éxito durante la transmisión del 30 de diciembre.

### 2016
El 17 de febrero, se realizó el segundo sencillo Sakura Night Fever / Chotto Guchoku ni! Chototsu Moushin / Osu! Kobushi Tamashii.
El 27 de julio, se realizó el tercer sencillo, Samba! Kobushi Janeiro / Bacchikoi Seishun! / Ora wa Ninkimono. La canción "Ora wa Ninkimono" del triple lado A es una versión del tercer tema de apertura de Crayon Shin-chan y fue la canción requerida para el concurso Aidorisai 2016 ~ Idol Matsuri ~, del cual Kobushi Factory era el patrocinador oficial.
El 26 de septiembre, se anunció que Kobushi Factory sería anfitrión regular en el programa de información musical de múltiples redes Uta-navi! Titulado "¡Kobushi Factory no Dosukoi! Teikiben". El host comenzó en octubre, con los miembros turnándose como anfitriones.

### 2017

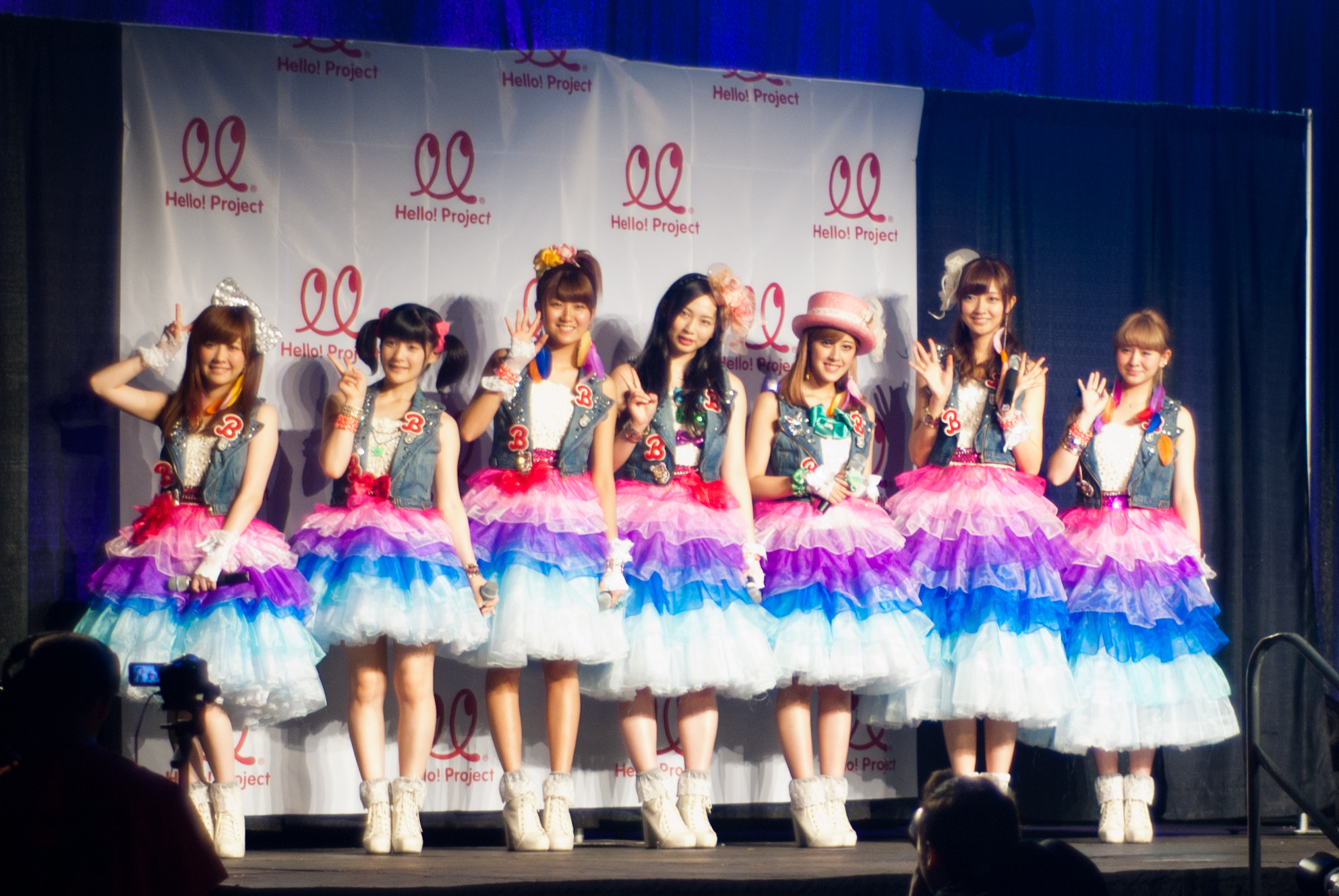
Las integrantes de Kobushi Factory aspiraban a seguir los pasos de Berryz Kobo, pero con las despedidas les fue imposible.

Del 23 de febrero al 4 de marzo, Kobushi Factory protagonizó el musical JK Ninja Girls. También se anunció que el grupo también protagonizaría su primera película, una adaptación del musical, que se estrenó el 17 de julio.
El 12 de mayo, la sublíder Rio Fujii anunció que se graduaría del grupo y de Hello! Project al final de la gira de conciertos de Hello! Project 2017 SUMMER.
El 14 de junio, se realizó el cuarto sencillo Shalala! Yareru Hazu sa / Ee ja nai ka Ninja nai ka. "Ee ja nai ka Ninja nai ka" fue el tema principal de la película de JK Ninja Girls.
El 6 de julio, una actualización en el sitio web de Hello! Project indicaba que el contrato de Fujii Rio con UP-FRONT PROMOTION había terminado debido a su incumplimiento de las reglas. El 13 de julio, se anunció que Ogawa Rena se tomaría un descanso del grupo por neurosis de ansiedad.
El 6 de septiembre, después de estar en pausa desde julio, se anunció que Rena Ogawa había decidido graduarse de Kobushi Factory y Hello! Project sin una ceremonia.
El 6 de diciembre, una actualización en el sitio web de Hello! Project declaró que el contrato de Taguchi Natsumi con UP-FRONT PROMOTION había sido rescindido debido a su falta de conciencia y responsabilidad como miembro de Kobushi Factory.

### 2018
El 28 de marzo, el grupo realiza su quinto sencillo, Kore Kara da! / Ashita Tenki ni Naare.
El 17 de julio, Kobushi y Tsubaki Factory lanzaron digitalmente el sencillo cover "Hyokkori Hyoutanjima", que se usó como la canción oficial obligatoria para el concurso Aidorusai 2018 ~ Idol Matsuri ~.
El 8 de agosto, se realizó su sexto sencillo, "Kitto Watashi wa / Naseba Naru"

### 2019
El 24 de abril, se realizó su séptimo sencillo, Oh No Ounou / Haru Urara.
El 2 de octubre, lanzaron su segundo álbum, titulado Kobushi Dai Ni Maku, que incluye dos versiones de "Yes! We Are Family", la canción de alegría del 30 aniversario de FC Machida Zelvia.

### 2020
El 8 de enero, se anunció que Kobushi Factory se disolvería el 30 de marzo de 2020 con un concierto en el Tokyo Dome City Hall. La líder del grupo, Ayaka Hirose, había estado en conversaciones con la agencia sobre su graduación desde principios de 2019, y después de las discusiones con el grupo. , los otros miembros excepto Rei Inoue también expresaron su deseo de seguir un nuevo camino. Finalmente se decidió que el grupo se disolvería. Después, Inoue continuaría siendo miembro de Hello! Project, mientras que Sakurako Wada se retiraría de la industria del entretenimiento. Los miembros restantes continuarían activos después de graduarse de Hello! Project, con Hirose asistiendo a la universidad para estudiar música y composición, Minami Nomura convirtiéndose en actriz de teatro y Ayano Hamaura comenzando actividades como modelo y actriz.
El 4 de marzo, se realizó el octavo y último sencillo, Seishun no Hana / Start Line.
El 25 de marzo, se realizó el primer y único álbum recopilatoro de videos,¨Kobushi Ongaku Eizou Shuu.
El 30 de marzo, todos los miembros (a excepción de Rei.) se graduaron del grupo y de Hello! Project al final del concierto, Kobushi Factory Live 2020 ~The Final Ring!~, y el grupo fue oficialmente disuelto.
El 1 de abril de 2020, Rei Inoue se unió a Juice=Juice dos días después de su graduación del grupo.

## Origen del nombre
La palabra kobushi tiene múltiples significados. En este caso, se supone que representa tanto la llegada de la primavera y la gracia de la magnolia kobushi, así como la fuerza de un puño. Factory sigue un patrón de denominación similar al anterior grupo, Berryz Kobo, Kobo (工房) que significa taller, y muchos declaran a Kobushi Factory como el legado y sucesor de Berryz Kobo. Más tarde se crea Tsubaki Factory, cuyo nombre fue para que las miembros lleven el espíritu de Berryz Kobo.

## Miembros

### Miembros en el momento de disolución
| Información   | Nombre        | Escritura Natal | Código de Color | Prefectura natal    | Fecha de nacimiento   | Sencillo Debut           | Sencillo Final               |
| ------------- | ------------- | --------------- | --------------- | ------------------- | --------------------- | ------------------------ | ---------------------------- |
| Líder         | Ayaka Hirose  | 広瀬彩海        | Turquesa        | Kanagawa            | 4 de agosto de 1999   | Nen ni wa Nen / Survivor | Seishun no Hana / Start Line |
|               | Minami Nomura | 野村みな美      | Azul            | Tokio               | 10 de febrero de 2000 | Nen ni wa Nen / Survivor | Seishun no Hana / Start Line |
| Ayano Hamaura | 浜浦彩乃      | Rosa            | Saitama         | 26 de abril de 2000 |                       | Nen ni wa Nen / Survivor | Seishun no Hana / Start Line |
| Sakurako Wada | 和田桜子      | Verde           | Aichi           | 8 de marzo de 2001  |                       | Nen ni wa Nen / Survivor | Seishun no Hana / Start Line |
| Rei Inoue     | 井上玲音      | Morado          | Tokio           | 17 de julio de 2001 |                       | Nen ni wa Nen / Survivor | Seishun no Hana / Start Line |

### Antiguos
| Información     | Nombre     | Escritura Natal | Código de Color | Prefectura natal    | Fecha de nacimiento | Tiempo en el grupo | Single debut             | Último single                                       |
| --------------- | ---------- | --------------- | --------------- | ------------------- | ------------------- | ------------------ | ------------------------ | --------------------------------------------------- |
| Sublíder        | Rio Fujii  | 藤井梨央        | Amarillo        | Aichi               | 4 de marzo de 1999  | 2015 - 2017        | Nen ni wa Nen / Survivor | Shalala! Yareru Hazu sa / Ee ja nai ka Ninja nai ka |
|                 | Rena Ogawa | 小川麗奈        | Rojo            | Tochigi             | 27 de marzo de 2000 | 2015 - 2017        | Nen ni wa Nen / Survivor | Shalala! Yareru Hazu sa / Ee ja nai ka Ninja nai ka |
| Natsumi Taguchi | 田口夏実   | Naranja         | Saitama         | 21 de julio de 2000 |                     | 2015 - 2017        | Nen ni wa Nen / Survivor | Shalala! Yareru Hazu sa / Ee ja nai ka Ninja nai ka |

## Razones de su partida
Rio Fujii: El 6 de julio, una actualización en el sitio web de Hello! Project declaró que su contrato con UP-FRONT PROMOTION había sido rescindido debido a su falta de cumplimiento de las reglas, y posteriormente fue eliminada tanto de Kobushi Factory como de Hello! Project.
Rena Ogawa: El 6 de septiembre, se anunció que Ogawa había decidido graduarse tanto de Kobushi Factory como de Hello! Project. Mientras que la declaración oficial publicada por UP-FRONT PROMOTION explicaba que decidió graduarse luego de hablar con su médico, en un blog. publicado el mismo día, Ogawa explicó además que durante su pausa había pensado en su vida y se dio cuenta de que quería emprender nuevos sueños.
Natsumi Taguchi: El 6 de diciembre, se anunció que el contrato de Taguchi con UP-FRONT PROMOTION se rescindió debido a la falta de autoconciencia y responsabilidad, y como resultado, fue despedida de Kobushi Factory y Hello! Project.

## Sencillos

### Indies
- Nen ni wa Nen / Survivor

##### Mayores
- Dosukoi! Kenkyo ni Daitan / Ramen Daisuki Koizumi-san no Uta / Nen ni wa Nen (Nen'iri Ver.)
- Sakura Night Fever / Chotto Guchoku ni! Chototsumoushin / Osu! Kobushi Tamashii
- Samba! Kobushi Janeiro / Bacchikoi Seishun! / Ora wa Ninkimono
- Shalala! Yareru Hazu sa / Ee ja nai ka Ninja nai ka
- Kore Kara da! / Ashita Tenki ni Naare
- Kitto Watashi wa / Naseba Naru
- Oh No Ounou / Haru Urara
- Seishun no Hana / Start Line

###### Colaboración
- Hyokkori Hyoutanjima (Con Tsubaki Factory, e igual sencillo digital)
- YEAH YEAH YEAH / Akogare no Stress-free / Hana, Takenawa no Toki (Hello Pro All Stars)

### Álbumes

#### Estudio
- Kobushi Sono Ichi
- Kobushi Dai Ni Maku

#### Soundtracks
- Butai "JK Ninja Girls" Original Soundtrack
- Eiga & Butai "JK Ninja Girls" Original Soundtrack